# عبد الله يمين
عبد الله يمين عبد القيوم (بالديفهي: އަބްދުالله ޔާމީން އަބްދުލް ގައްޔޫމް)‏ من مواليد 21 مايو 1959، هو سياسي مالديفي وهوَ الرئيس السادس لجُزر المالديف حيث شغل هذا المنصب منذ عام 2013 ومن المقرر أن يترك منصبه في 17 تشرين الثاني/نوفمبر 2018 بعد هزيمته في الانتخابات الرئاسية لعام 2018 أمامَ مُرشّح المُعارضة إبراهيم محمد صلح.
انتُخب يمين رئيسًا للبلاد في عام 2013 وذلك بعدما فازَ في الانتخابات الرئاسية كمرشح عن الحزب التقدمي بعدَ انتصارهِ على الحزب الديمقراطي المالديفي وزعيمه الرئيس السابق محمد نشيد في الجولة الثانية بعدَ إلغاء نتائج الانتخابات الأولى. يُعدّ يمين -بالرغم من كلّ الشبهات التي تحوم حوله- ثاني رئيس منتخب ديمقراطيًا في جمهورية المالديف.

## النشاط السيّاسي
بدأ يمين حياته السيّاسية في خدمة الحكومة وذلكَ في تموز/يوليو 1978. بعد دراسته الجامعية في بيروت عاصمة لبنان عاد إلى المالديف في منتصف عام 1982 وعمل كوزير أوّل في وزارة المالية ثم شغلَ منصبًا مهمًا في في عددٍ من مؤسسات الدولة. بعد الانتهاء من الدراسات العليا؛ بدأَ يمين في العملِ في وزارة التجارة والصناعات حيثُ عمل على تنمية التجارة الخارجية وقد تبوء مناصب عدّة بدءًا من وكيل مساعد المدير، نائب المدير، المدير، المدير العام ثم وزير التجارة والصناعات في 11 تشرين الثاني/نوفمبر 1993. بصفته وزيرًا للتجارة؛ حاولَ يمين توسيع الاقتصاد وجلب مزيد من الاستثمارات إلى البلاد كما كانَ لاعبا رئيسيا في التنمية الاقتصادية لجزر المالديف خاصّة بعدما أصبحَ عضوًا في وكالة ضمان الاستثمار المتعددة الأطراف وغيرها من منظمات التجارة الدولية والاستثمار. بالإضافة إلى عمله في منصب وزير التجارة والصناعات فيمين شغلَ منصبَ وزير التعليم العالي والعمالة والضمان الاجتماعي (تموز/يوليو 2005 – نيسان/أبريل 2007) ثم أصبحَ وزير السياحة والطيران المدني (أيلول/سبتمبر 2008 – تشرين الثاني/نوفمبر 2008) وذلك خلال فترة رئاسة مأمون عبد القيوم.

## الرئاسة (2013-2018)
بعد بضع سنوات قضَاها في التحالف الشعبي؛ انضمّ يمين إلى الحزب التقدمي في عام 2010 وهو نفس حزب الأخ غير الشقيق ليمين السيّد مأمون عبد القيوم الذي حكم المالديف لمدة 30 عامًا. في الجولة الأولى من التصويت في الانتخابات الرئاسية لعام 2013؛ حقّق الرئيس السابق محمد نشيد 45.45% من الأصوات فيما نالَ يمين 25.35% من الأصوات فقط وأنهى الدورة في المركز الثاني. بسبب عدم حصول الطرفين على الأغلبية؛ تمّ تنظيم جولة ثانية فازَ فيها يمين بنسبةِ 51.39% من الأصوات مُقابل نشيد الذي حصلَ على 48.61%.
في أول سنتين في منصبه؛ قام يمين بعددٍ من التعديلات حيث حاول الحد من العجز في الموازنة العامة للدولة كما استحدث بعض المبادرات التي ساهمت في تنمية البنية التحتية مثل الجسر الذي يربط العاصمة مباشرة مع مطارات مدن أخرى. ركّز يمين على التنمية وتعزيز وضع آليات من أجل الحفاظ على النمو الاقتصادي خارج الإدارة الحالية في منصبه كما عملَ على تطوير المطارات الإقليمية التي عزّزت من البنية التحتية. بنى عبد الله كذلك جسرَ صداقة مع دولة الصين منذ عام 2015 مما ساهمَ في تعزيز العلاقة بينَ البلدين. عمل الرئيس كذلك على تطويرِ مدينة هولهومالي في بداية عام 2014 حيث أقام فيها عددًا من المشاريع على غرار بناء عشرات الوحدات السكنيّة وتطوير البنية التحتية للمدينة وغير ذلك من الأمور. تعهّدَ يمين كذلك بتحسين مرافق الرعاية الصحية لتشمل أفضل علاج لمرضى السرطان وللذين يعانون من أمراض القلب هذا فضلا عن بناء بعض كليات الطب الجديدة والتي تلبي المعايير الدولية من أجلِ إحداث ثورة في قطاع الصحة في جزر المالديف. تمّ بناء مستشفى جامعي في مدينة أدو لضمان الوصول إلى أعلى مستوى الرعاية الصحية كما عمل على زيادة الإيرادات وخفض الاعتماد على السياحة فقط.

### انتخابات 2018
هُزم يمين من قِبل مرشح المعارضة إبراهيم محمد صلح (الحزب الديمقراطي المالديفي) وذلكَ في الانتخابات الرئاسية التي عُقدت في 23 أيلول/سبتمبر 2018. أقرّ يمين بهزيمته في بيان متلفز بثته قنوات حكومية في اليوم التالي.

## زعم محاولة الاغتيال
في 28 سبتمبر 2015؛ وقعَ انفجار على متن يخت رئاسي كان فيه يمين وزوجته جنبًا إلى جنبٍ مع عدد من كبار المسؤولين الحكوميين وذلك قُرب فندق هولهولي في مالي. تمكّن يمين من الهربِ دون أن يُصاب بأذى ولكن السيدة الأولى ومساعد رئاسي ثم حارسه قد تعرضا لجروح مُتفاوتة الخطورة حيثُ أُصيبت السيدة الأولى بكسور طفيفة على مستوى العمود الفقري ومكثت في المستشفى لأكثر من شهر قبلَ أن تتماثل للشفاء.
في أعقاب الحادث؛ قدّم المسؤولون الحكوميون تقارير متضاربة حول سبب الانفجار. أشارت الأنباء الأوليّة إلى أنّ بعضَ الأعطال الميكانيكية هي السبب المحتمل لكنّ دول الولايات المتحدة، المملكة العربية السعودية، أستراليا وسريلانكا قد استبعدوا هذه النظرية في الوقت الذي أشارت فيه الحكومة إلى أن ما حصلَ كانَ محاولة اغتيال. سُرعان ما فنّدَ مكتب التحقيقات الفيدرالي في وقت لاحق هذا الادعاء مشيرا إلى عدمِ عثورهِ على أي دليل قاطع يشير إلى أنّ عبوة ناسفة كانت وراء الانفجار. في الوقت ذاته؛ ذكر مسؤول سريلانكي رفض البوح باسمه أن شدّة الانفجار تدل على استعمال مواد مُتفجرة فيه لكنّه لم يقدّم المزيد من التفاصيل. تماشيًا مع ذلك ذكرت لجنة محققين سعوديين سمحت لها السلطات في جزر المالديف بالتحقيق عثورها على علامات آر دي إكس لكنّها لم تقدم أي دليل يدعم هذا الادعاء.
تبيّن بعد التحقيقات تواطئ نائب الرئيس معَ بعض المسؤولين الحكوميين والجنود في تنفيذ هذا التفجير الوهمي وتمّ اتهامهم بالخيانة العظمى والإرهاب. لكن وفي المقابل فقد رفضت الحكومة ما وصلَ له الجيش والمحققين حيث أكّدت على أنّ نائب الرئيس السابق أحمد أديب هو المسؤول عن كل ما حصل من خلال محاولة تنفيذ انقلاب عسكري عن طريق القضاء على كبار المسؤولين الحكوميين فضلا عن تدبير مؤامرة القنبلة من خلالِ رشوة بعض الجنود لزرع عبوة ناسفة في اليخت والتخلّص من الأدلة في أقرب ممكن. ومع ذلك فإن مكتب التحقيقات الفدرالي في الولايات المتحدة قد أكّد من جديد عدم وجود أيّ أدلة على أنّ قنبلة ما هي من تسبب في الانفجار.

## الحياة الشخصية
يمين هو ابن الشيخ عبد القيوم إبراهيم الذي كان قد شغلَ منصبًا في مكتب الرئيس عبد الله يمين عبد القيوم. يمين مُتزوّج من فاطمة إبراهيم ديدي وله ثلاث أطفال (ولدان وبنت). أُصيبت زوجته بجروح طفيفة في الظهر خلال «محاولة اغتيال» فاشلة لم يتبيّن سببها والمسؤول عنها.

## روابط خارجية
- عبد الله يمين على موقع مونزينجر (الألمانية)